# Coupe de France 2015/16

CdF-Wettbewerbslogo
seit der Saison 2007/08

Der Wettbewerb um die Coupe de France in der Saison 2015/16 war die 99. Ausspielung des französischen Fußballpokals für Männermannschaften. Titelverteidiger war der Paris Saint-Germain FC.
Während die Dritt- und die Zweitligavereine ebenso wie elf Teilnehmer aus sieben der französischen überseeischen Gebiete bereits in den von den regionalen Untergliederungen des Landesverbands Fédération Française de Football (FFF) organisierten Qualifikationsrunden in den Wettbewerb eingreifen mussten – die Drittligisten in der 5., die beiden letztgenannten Gruppen in der 7. Runde –, begann für die Erstligisten – und gegebenenfalls einen unterklassigen Titelverteidiger – der Wettbewerb erst mit dem Zweiunddreißigstelfinale (Beginn des Hauptwettbewerbs). Nur in dieser Runde wurden die dafür qualifizierten 64 Vereine landesweit in vier regionale Lostöpfe à 16 Mannschaften aufgeteilt, worin jeweils annähernd gleich viele Teams gleicher Ligazugehörigkeit vertreten waren. Ab dem Sechzehntelfinale fiel auch diese Vorsortierung weg und der Wettbewerb wurde ausschließlich nach dem klassischen Pokalmodus ausgetragen: Spielpaarungen wurden ohne Setzlisten aus sämtlichen noch im Wettbewerb befindlichen Klubs ausgelost und jeweils lediglich ein Spiel ausgetragen, an dessen Ende ein Sieger feststehen musste (und sei es durch Verlängerung und Elfmeterschießen), der sich dann für die nächste Runde qualifizierte, während der Verlierer ausschied. Auch das Heimrecht wurde für jede Begegnung durch das Los ermittelt, allerdings mit der Einschränkung, dass Klubs, die gegen eine mindestens zwei Ligastufen höher spielende Elf anzutreten hatten, automatisch Heimrecht bekamen.
Die unterklassigen Vereine kämpften zudem wiederum um den mit Geldpreisen verbundenen Titel als erfolgreichster Außenseiter. Dieser derzeit hauptsächlich von PMU gesponserte Nebenwettbewerb trägt die offizielle Bezeichnung Classement des Petits Poucets (auf Deutsch: „Däumlingswertung“). Als einziger Siebtligist (Division d’Honneur Régionale bzw. DHR) hatte sich die Jeunesse Sportive Saint-Jean Beaulieu aus Saint-Jean-Cap-Ferrat/Beaulieu-sur-Mer für das Zweiunddreißigstelfinale qualifizieren können; dasselbe ist mit der US Sainte-Marienne aus La Réunion erneut einer Mannschaft aus Frankreichs überseeischen Besitzungen gelungen. Das Los führte dann im Sechzehntelfinale die beiden einzigen, im Wettbewerb verbliebenen Anwärter auf diesen Titel, zwei Fünftligisten, direkt zusammen; der Sieger, die US Granville, erreichte anschließend sogar die Runde der letzten acht Teilnehmer.

## Zweiunddreißigstelfinale
Spiele am 2. bis 4. Januar 2016. L1, L2 bzw. D3 stehen für die Zugehörigkeit zur ersten bis dritten Liga, CFA bzw. CFA2 für die beiden landesweiten Amateurligen, DH („Division d’Honneur“) für die sechste und DHR („Division d’Honneur Régionale“) für die siebte Ligenstufe.
Ergebnisse: n. V. = nach Verlängerung, i. E. = im Elfmeterschießen.
| - FC Lorient (L1) – FC Tours (L2) 3:2 n. V. - CS Sedan (D3) – SC Bastia (L1) 0:2 - FC Chambly (D3) – Stade Reims (L1) 4:1 - USL Dunkerque (D3) – ES Troyes AC (L1) 3:4 n. V. - AC Amiens (CFA) – OSC Lille (L1) 0:1 - Racing Besançon (CFA2) – SCO Angers (L1) 1:3 - Racing Épernay (CFA2) – HSC Montpellier (L1) 0:1 - FC Limoges (CFA2) – Olympique Lyon (L1) 0:7 - US Chantilly (DH) – EA Guingamp (L1) 0:4 - Le Blanc-Mesnil SF (DH) – FC Nantes (L1) 0:2 - AS Moulins (CFA) – Chamois Niort (L2) 1:2 - US Granville (CFA2) – Stade Laval (L2) 2:1 - CS Volvic (DH) – AC Ajaccio (L2) 0:1 - FC Villefranche (CFA) – US Sarre-Union (CFA) 1:2 - FC Mantes (CFA) – Stade Saint-Brieuc (CFA2) 2:0 - AS Muret (DH) – FC Trélissac (CFA) 0:2 | - SM Caen (L1) – Olympique Marseille (L1) 0:0 n. V., 1:3 i. E. - OGC Nizza (L1) – Stade Rennes (L1) 2:2 n. V., 6:7 i. E. - Étoile Fréjus-Saint-Raphaël (D3) – Girondins Bordeaux (L1) 2:3 - ES Wasquehal (CFA) – Paris Saint-Germain FC (L1) 0:1 - Entente Sannois Saint-Gratien (CFA) – FC Toulouse (L1) 0:5 - US Raon (CFA2) – AS Saint-Étienne (L1) 1:1 n. V., 3:4 i. E. - Gazélec FC Ajaccio (L1) – US Sainte-Marienne (DH La Réunion) 2:0 - AS Monaco (L1) – JS Saint-Jean Beaulieu (DHR) (a) 10:2 - FC Mulhouse (CFA) – FC Bourg-en-Bresse Péronnas (L2) 1:3 - FC Annecy (CFA2) – FC Évian Thonon Gaillard (L2) 1:4 n. V. - Sarreguemines FC (CFA2) – FC Valenciennes (L2) 1:0 - AS Pagny-sur-Moselle (CFA2) – FC Sochaux (L2) 0:2 - US Avranches MSM (D3) – US Saint-Malo (CFA) 1:1 n. V., 1:3 i. E. - US Saint-Omer (DH) – US Boulogne (D3) 2:2 n. V., 3:4 i. E. - US Concarneau (CFA) – Tour d’Auvergne Rennes (CFA2) 3:0 - Toulouse Rodéo FC (DH) – Stade Mont-de-Marsan (CFA) 0:1 |

## Sechzehntelfinale
Spiele am 19. bis 21., je eine Partie zwischen zwei Amateurteams am 16. bzw. 23. Januar 2016
| - SC Bastia (L1) – FC Sochaux (L2) 1:2 - AS Saint-Étienne (L1) – AC Ajaccio (L2) 2:1 n. V. - FC Chambly (D3) – Olympique Lyon (L1) (b) 0:2 - US Boulogne (D3) – FC Lorient (L1) 1:3 n. V. - FC Trélissac (CFA) – OSC Lille (L1) 1:1 n. V., 4:2 i. E. - US Concarneau (CFA) – ES Troyes AC (L1) 1:3 - FC Mantes (CFA) – FC Nantes (L1) 0:1 n. V. - US Sarre-Union (CFA) – Chamois Niort (L2) 1:0 | - SCO Angers (L1) – Girondins Bordeaux (L1) 1:2 - Paris Saint-Germain FC (L1) – FC Toulouse (L1) 2:1 - Olympique Marseille (L1) – HSC Montpellier (L1) 2:0 - Gazélec FC Ajaccio (L1) – EA Guingamp (L1) 3:0 - FC Évian Thonon Gaillard (L2) – AS Monaco (L1) 1:3 n. V. - Stade Rennes (L1) – FC Bourg-en-Bresse Péronnas (L2) 1:3 - US Saint-Malo (CFA) – Stade Mont-de-Marsan (CFA) 1:0 - US Granville (CFA2) – Sarreguemines FC (CFA2) 3:1 |

## Achtelfinale
Spiele am 9. bis 11. Februar 2016
| - Girondins Bordeaux (L1) – FC Nantes (L1) 3:4 n. V. - ES Troyes AC (L1) – AS Saint-Étienne (L1) 1:2 n. V. - FC Sochaux (L2) – AS Monaco (L1) 2:1 - US Sarre-Union (CFA) – FC Lorient (L1) 0:4 | - Paris Saint-Germain FC (L1) – Olympique Lyon (L1) 3:0 - US Saint-Malo (CFA) – Gazélec FC Ajaccio (L1) (c) 1:2 - FC Trélissac (CFA) – Olympique Marseille (L1) (d) 0:2 - US Granville (CFA2) – FC Bourg-en-Bresse Péronnas (L2) 1:0 n. V. |

## Viertelfinale
Spiele am 2./3. März 2016
| - FC Lorient (L1) – Gazélec FC Ajaccio (L1) 3:0 - FC Sochaux (L2) – FC Nantes (L1) 3:2 n. V. | - AS Saint-Étienne (L1) – Paris Saint-Germain FC (L1) 1:3 - US Granville (CFA2) – Olympique Marseille (L1) (e) 0:1 |

## Halbfinale
Spiele am 19./20. April 2016
| - FC Sochaux (L2) – Olympique Marseille (L1) 0:1 | - FC Lorient (L1) – Paris Saint-Germain FC (L1) 0:1 |

## Finale
Spiel am 21. Mai 2016 im Stade de France vor 80.000 Zuschauern
- Paris Saint-Germain FC – Olympique Marseille 4:2 (1:1)

### Aufstellungen
Paris: Salvatore Sirigu – Maxwell, Serge Aurier, Marquinhos, Thiago Silva  – Adrien Rabiot, Benjamin Stambouli (David Luiz, 76.), Blaise Matuidi, Angel Di Maria – Zlatan Ibrahimović (Layvin Kurzawa, 89.), Edinson Cavani (Lucas, 76.)
Trainer: Laurent Blanc
Marseille: Steve Mandanda  – Karim Rekik, Benjamin Mendy, Nicolas Nkoulou, Javier Manquillo – Mauricio Isla, Lassana Diarra, Abdelaziz Barrada (Brice Dja Djéjdé, 70.), Michy Batshuayi – Florian Thauvin (Georges-Kévin N’Koudou, 81.), Steven Fletcher (Rémy Cabella, 60.)
Trainer: José Miguel González („Michel“)
Schiedsrichter: Clément Turpin (Ligue de Bourgogne)

### Tore
1:0 Matuidi (2.)

1:1 Thauvin (12.)

2:1 Ibrahimović (47., per Elfmeter)

3:1 Cavani (57.)

4:1 Ibrahimović (82.)

4:2 Batshuayi (87.)

## Belege und Anmerkungen
1. ↑  Beschluss der FFF-Bundesversammlung von Anfang April 2011; diese Regelung galt allerdings nicht für Teams aus den amerikanischen und afrikanischen französischen Territorien.
2. ↑  Endspielbericht bei France Football